# Louis Van Hege
Louis „Luigi“ Marie Van Hege (* 8. Mai 1889 in Uccle/Ukkel; † 24. Juni 1975 ebenda) war ein belgischer Fußballspieler und späterer Bobfahrer.

## Karriere
Van Hege begann seine Karriere bei Royale Union Saint-Gilloise im Brüsseler Vorort Forest. Dabei spielte er von 1907 bis 1910 in der Herrenmannschaft des Vereins, für die er 42 Mal auflief und dabei 15 Mal zum Torerfolg kam. Im Alter von 21 Jahren wechselte Van Hege 1910 nach Italien zur AC Mailand. Sein Debüt für die Mailänder gab er am 27. November 1910 gegen den CFC Genua, welches mit 3:0 gewonnen wurde. In Mailand spielte er fünf Jahre, wobei Van Hege in 88 Spielen 97 Tore schoss. Beim Ausbruch des Ersten Weltkrieges musste er den Wehrdienst in Belgien antreten. Nachdem der Krieg beendet war, spielte Van Hege noch fünf Jahre bei der Royale Union Saint-Gilloise, wo er allerdings nur mehr auf der Position eines Abwehrspielers zum Einsatz kam und in 104 Meisterschaftspartien neun Treffer erzielte.
Mit Belgien gewann er 1920 in Antwerpen die olympische Goldmedaille. In Belgiens Nationalelf wurde er von 1919 bis 1922 in neun Länderspielen eingesetzt, in denen er drei Treffer erzielte.
Van Hege nahm auch an den Olympischen Winterspielen 1932 in Lake Placid im Zweier-Bob-Wettbewerb teil und wurde Neunter. Bei der Olympiade 1928 hatte er hier zur Reserve gehört.

## Erfolge
- Belgischer Meister: 1909, 1910 und 1923
- Olympiagold: 1920